# Reynaldo dos Santos
Reynaldo dos Santos GCSE (Vila Franca de Xira, Vila Franca de Xira, 3 de dezembro de 1880 — São Sebastião da Pedreira, Lisboa, 6 de maio de 1970) foi um médico, escritor e historiador de arte português. Foi pioneiro nos campos da cirurgia vascular e urologia, publicou inúmeras obras sobre a arte portuguesa do século XV, someadamente sobre o estilo manuelino e sobre as pinturas de Nuno Gonçalves.

## Biografia
Nasceu em Vila Franca de Xira a 3 de dezembro de 1880. Era filho do médico cirurgião Clemente José dos Santos e de Maria Amélia Pinheiro dos Santos, ambos naturais de Lisboa (ele da freguesia de Santa Isabel e ela da freguesia de Santa Justa). Era neto de Clemente José dos Santos, 1.º Barão de São Clemente.
O interesse pelas Belas-Artes nasce na sua juventude, durante as férias, na Figueira da Foz, "quando, conjuntamente com Henrique de Vilhena, começa a participar nas campanhas arqueológicas conduzidas pelo advogado António dos Santos Rocha, que lhe aconselha a ler Taine, autor que vai desempenhar grande influência no campo dos estudos da arte". Sem esquecer o seu amor pela literatura, Reynaldo dos Santos frequentou diversos círculos intelectuais, onde conviveu com personalidades como Almada Negreiros, Aquilino Ribeiro, Eugénio de Castro, Afonso Lopes Vieira, Jaime Cortesão, Viana da Mota e Raul Brandão, entre muitos outros. Reynaldo dos Santos destaca-se como um dos mais importantes historiadores de arte portugueses do século XX.
Licenciado em Medicina em 1903 pela Faculdade de Medicina de Lisboa, foi nomeado Professor de Cirurgia e Urologia em 1907.
A 18 de agosto de 1906, casou primeira vez, na igreja paroquial de S. Jorge de Arroios, em Lisboa, com Susana Cid (Mártires, Lisboa, c. 1883 — São Sebastião da Pedreira, Lisboa, 17 de fevereiro de 1950), doméstica, filha de Manuel Cid, natural de Loulé (freguesia de São Clemente), e de Eugénia Luísa Armandina Mundtweiller Cid, natural de Paris, França. Deste casamento nasceu o futuro médico João Cid dos Santos.
Em 1908 foi para Paris, onde trabalhou com Theodore Tuffier. Relacionou-se com diversas individualidades entre as quais Carrel e Cushing. De regresso a Lisboa, dedicou-se com paixão à cirurgia. A 28 de junho de 1919, foi agraciado com o grau de Comendador da Ordem Militar de Sant'Iago da Espada. Em 1928 realiza a sua primeira Arteriografia e logo a seguir uma aortografia translombar. Em 1937 foi condecorado por Rudolph Matas com a Violet Heart Fund Medal, por ter sido "o cirurgião que mais contribuiu para o avanço da cirurgia vascular. A 7 de março de 1940, foi elevado ao grau de Grã-Cruz da Ordem Militar de Sant'Iago da Espada.
A 28 de novembro de 1956, casou segunda vez civilmente, em Lisboa, com Irene Virote de Carvalho Quilhó (Monte Pedral, Lisboa, 6 de agosto de 1916 — Parede, Cascais, 19 de maio de 2004), doméstica, já divorciada do arquiteto Miguel Simões Jacobetty Rosa, filha do oficial do Exército João da Silva Quilhó e de Hermínia Virote de Carvalho Quilhó, doméstica, ambos naturais de Lisboa (ele da freguesia de Santo Estêvão e ela da freguesia do Beato).
Morreu vítima de aterosclerose a 6 de maio de 1970, aos 89 anos, na freguesia de S. Sebastião da Pedreira, em Lisboa, onde residia. Foi sepultado no Cemitério dos Prazeres.
Encontra-se colaboração da sua autoria nas revistas Homens Livres  (1923), Lusitânia  (1924-1927), nos Anais das bibliotecas, arquivo e museus municipais. (1931-1936), na Revista Municipal   (1939-1973) publicada pela Câmara Municipal de Lisboa e na revista luso-brasileira Atlântico.

## Obras
- Álvaro Pires de Évora: pintor quatrocentista em Itália, Imprensa Libanio da Silva, 1922.
- Torre de Belém. Estudo histórico e arqueológico, com desenhos de Maria de Lourdes. Edição do autor, IMPRENSA DA UNIVERSIDADE DE COIMBRA, 1923.